# Metro v Kyjevě
Metro v Kyjevě (ukrajinsky Київський метрополітен, Kyjivskyj metropoliten) tvoří systém tří linek podzemní dráhy pod Kyjevem, hlavním městem Ukrajiny. Jedná se o tzv. „těžké“ metro sovětského typu. V roce 2018 denně přepravilo okolo 1,4 milionu lidí. Jde o nejstarší systém svého druhu v zemi a třetí v bývalém Sovětském svazu. V provozu je kyjevské metro od roku 1960 a do roku 1991 neslo název Metropoliten imeni V. I. Lenina (метрополітен імені В. І. Леніна). Provozovatelem dráhy a drážní dopravy je KP Kyjevské metro.
Metro má v současné době tři linky značené názvem a barvami: Svjatošynsko-Brovarska (červená), Obolonsko-Teremkivska (modrá) a Syrecko-Pečerska (zelená). Budoucí linka Podilsko-Vyhurivska, která má mít oranžovou barvu, se začala stavět v roce 1993. Dohromady síť měří 67,5 km a soupravy zastavují v 52 stanicích. Linky metra překračují mosty na třech místech řeku Dněpr. Svjatošynsko-Brovarska linka zahrnuje také 6 km pozemní trati.

## Konstrukce
Kyjevské metro je tzv. „těžké“ metro sovětského typu, budované s cílem dosáhnout co nejvyšší přepravní kapacity. Většina úseků metra je vedena pod povrchem, pouze některé úseky na okraji sítě jsou povrchové nebo nadzemní. Jednotlivé linky metra se nekříží přímo, ale v různých úrovních; vlaky mezi nimi mohou přejíždět pomocí manipulačních spojek, cestující přecházejí přestupními chodbami.
Typologicky patří síť metra převážně k radiálnímu typu.
Podobně jako v jiných městech bývalého východního bloku metro tvoří tři linky uspořádané tak, že v centru města se nachází přestupní trojúhelník. Úseky pod centrální částí města jsou založeny hluboko, aby byly v případě války využitelné jako protiatomové kryty pro civilní obyvatelstvo.
Linky překonávají Dněpr vyhrazenými mosty (metromosty). Zatímco linka Svjatošynsko-Brovarska zůstává po překonání Dněpru na povrchu, linka Syrecko-Pečerska se poté opět vrací pod zem.

## Linkové vedení
Síť obsahuje tři linky o délce 67,5 km (celkem 69,6 km –⁠ z toho 6 km vede po povrchu), na kterých se nachází 52 stanic.
Každá linka má svou vlastní trať, v žádném úseku není vedeno více linek. Přestup mezi nimi je možný v šesti stanicích: Teatralna, Chreščatyk, Majdan Nezaležnosti, Plošča Ukrajinskych Herojiv, Palac sportu a Zoloti vorota, které tvoří vrcholy „přestupního trojúhelníku“ pod centrem města. Přestupní stanice nemají jednotné názvy jako například v Moskvě či v Praze, nýbrž má každá svůj vlastní název, například Zoloti vorota (dle Zlaté brány, která se nachází v okolí stanice). Soupravy mohou přejíždět mezi všemi linkami, což se využívalo hlavně v časech, kdy některé linky neměly vlastní depo.
| Č.     | Název                                                       | Otevřeno                 | Délka    | Počet stanic |
| ------ | ----------------------------------------------------------- | ------------------------ | -------- | ------------ |
|        | Svjatošynsko-Brovarska (ukrajinsky Святошинсько-Броварська) | 1960                     | 22,7 km  | 18           |
|        | Obolonsko-Teremkivska (Оболонсько-Теремківська лінія)       | 1976                     | 21,0 km  | 18           |
|        | Syrecko-Pečerska (Сирецько-Печерська)                       | 1989                     | 23,8 km  | 16           |
| Celkem | Celkem                                                      | Celkem                   | 67,5 km  | 52           |
| Č.     | Název plánované linky                                       | Otevření                 | Délka    | Počet stanic |
|        | Podilsko-Vyhurivska (Подільсько-Вигурівська)                | po roce 2025             | ~16      | 16–18        |
|        | Livoberežna (Лівобережна)                                   | není známo               | ~11,5    | 12–13        |
|        | Vyšhorodsko-Darnycka (Вишгородсько-Дарницька)               | není známo po roce ~2037 |          | 16           |
| Celkem | Celkem                                                      | Celkem                   | ~27,5 km | ~44          |

### Svjatošynsko-Brovarska –⁠ M1

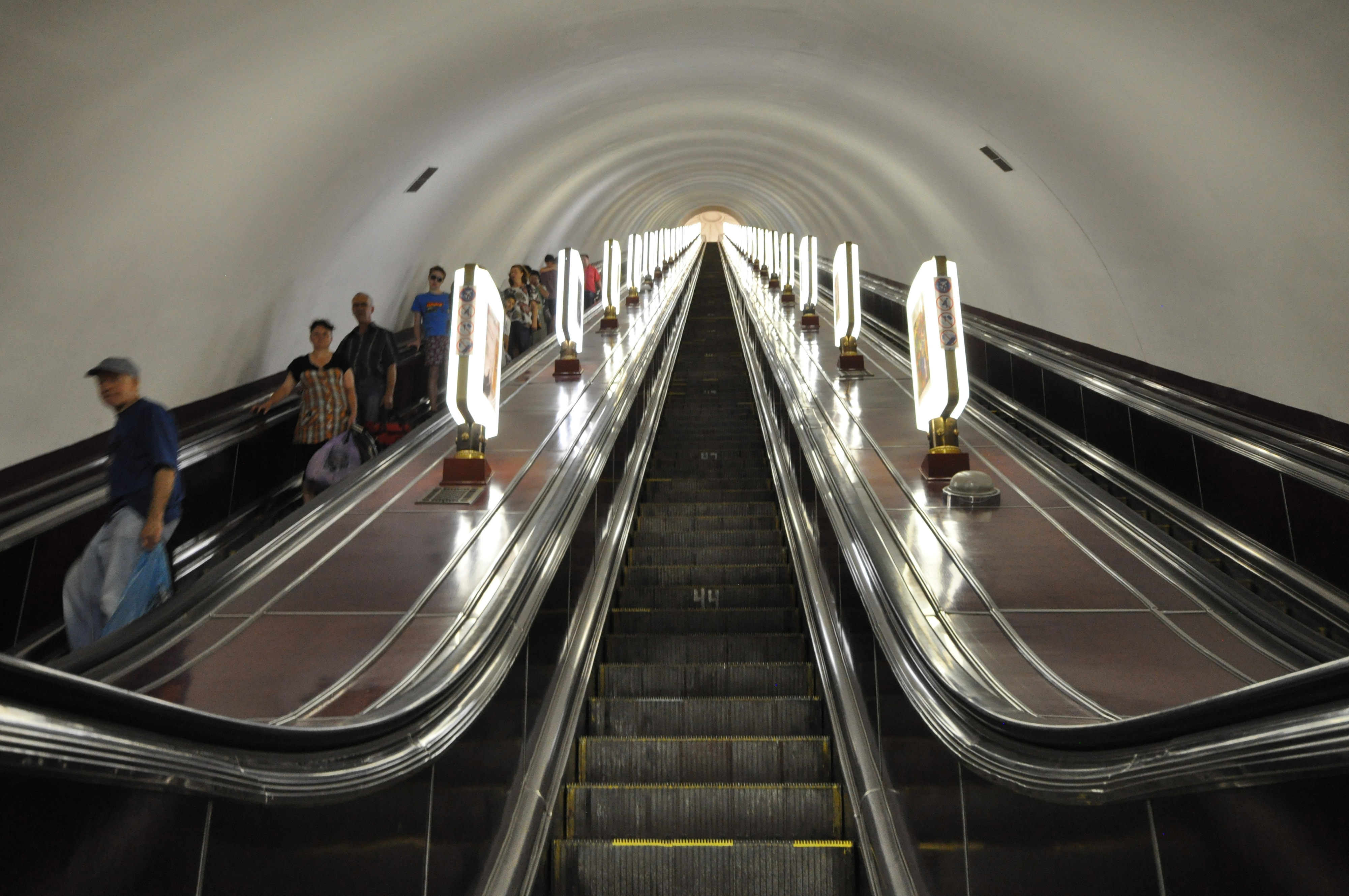
Pohled na eskalátory v Stanici metra Arsenalna, která je druhou nejhlubší stanicí metra na světě

Linka Svjatošynsko-Brovarska vede z Akademmistečka do Lisového masyvu a je označena červenou barvou. Na trati se nachází 18 stanic a celková délka linky je 22,7 km. Výstavba první části trasy byla zahájena v roce 1949, otevřena byla 6. prosince 1968. Tento úsek vedl mezi stanicí Dnipro a Vokzalna. Linka později překonala řeku Dněpr metromostem a dále na východ vedla na povrchu. Linka se také rozšiřovala na západ do čtvrtí Šuljavka a Svjatošyn. Poslední rozšíření bylo do stanice Akademmistečko v roce 2003.

### Obolonsko-Teremkivska – M2

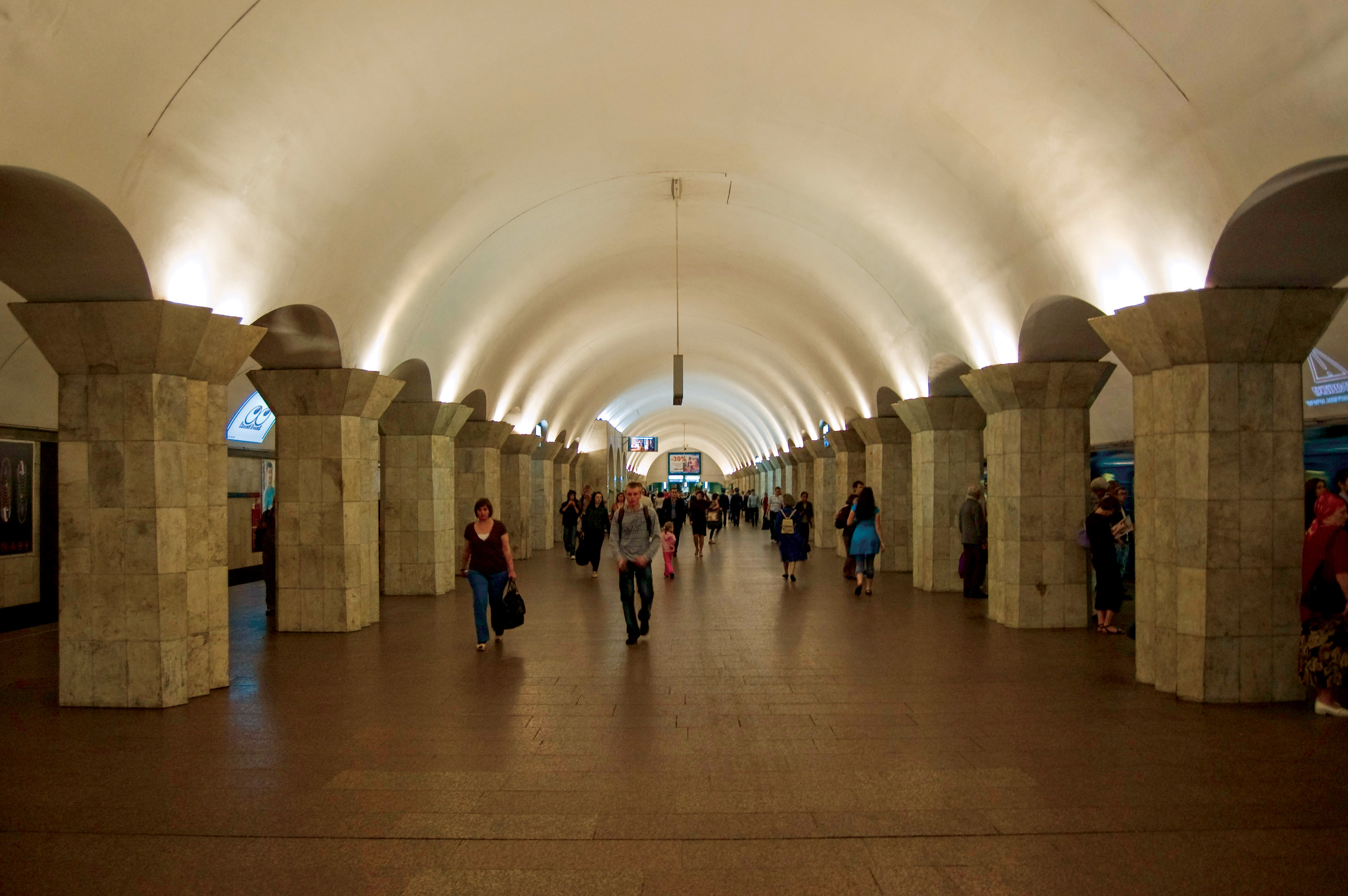
Stanice metra Majdan Nezaležnosti, byla jedna z nejstarších stanic na Obolonsko-Teremkivské lince

Linka Obolonsko-Teremkivska vede ze sídliště Oboloň do sídliště Teremky a je označena modrou barvou. Na trati se nachází 18 stanic a celková délka linky je 21 km. Dříve se linka nazývala Kurenivsko-Červonoarmijska, byla však přejmenována, protože původní název neodrážel skutečnou trasu linky. Výstavba první části trasy byla zahájena v roce 1971, otevřena byla 17. prosince 1976. Tento úsek vedl mezi stanicí Majdan Nezaležnosti a Kontraktova plošča. Linka se později rozšiřovala na sever do sídliště Oboloň a také na východ do čtvrtí Holosijiv a Teremky. Poslední rozšíření bylo do stanice Teremky v roce 2013.

### Syrecko-Pečerska – M3
Linka Syrecko-Pečerska vede ze sídliště Syrec do Červeného chutiru a je označena zelenou barvou. Na trati se nachází 16 stanic a celková délka linky je 23,8 km. Výstavba první části trasy byla zahájena v roce 1981, otevřena byla 31. prosince 1989. Tento úsek vedl mezi stanicí Zoloti vorota a Klovska. Linka se později rozšiřovala na sever do sídliště Syrec a také na jihovýchod do čtvrtí Osokorky a Charkivskyj masyv. Poslední rozšíření bylo do stanice Červonyj chutir v roce 2008.

## Historie

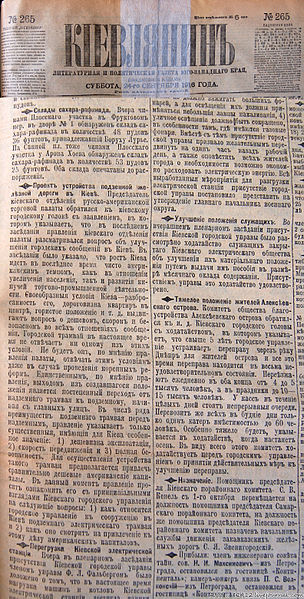
Článek o projektu Kyjevského metra v Kievljaninu v roce 1916 v ruštině

### Návrhy a plány
V Kyjevě se myšlenka podzemní dráhy poprvé objevila v roce 1884. Projekt počítal s podzemní tratí od břehu Dněpru přes Poštovní náměstí až po čtvrť Bessarabka. Zastupitelé vedení města však tento projekt odmítli.
Druhý plán na vytvoření systému rychlé dopravy pod městem se datoval k roku 1916, tehdy americko-ruská obchodní společnost plánovala shromáždit velkou sumu finančních prostředků a vytvořit ještě v carském Rusku podzemní dráhu. Ve svém úsilí pokračovala i po rozpadu země v krátkém období ukrajinské nezávislosti. Celý plán byl odmítnut po přičlenění Ukrajiny do Sovětského svazu.
V sovětských dobách se začaly první projekty metra objevovat už před druhou světovou válkou, a to ve spolupráci s experty z Moskvy. Dva roky po přesunutí hlavního města Ukrajiny z Charkova do Kyjeva předsednictvo místního sovětu zpracovalo analýzu výstavby metra, které se mělo stát součástí přestavby města na moderní metropoli USSR. Přestože realizaci na konci 30. let nestálo téměř nic v cestě, celý projekt musel být vzhledem k válečným událostem zrušen.

### Výzkum a výstavba
Po válce bylo město zničené a muselo být opraveno. Dne 5. srpna 1944 bylo usnesením Rady lidových komisařů SSSR nařízeno příslušným institucím zahájit průzkumné práce, vypracovat technický projekt a celkový odhad ceny. Lidový komisariát financí SSSR přidělil projektu průzkumných prací jeden milion rublů z rezervního fondu Rady lidových komisařů.
V roce 1949 byl vytvořen Kyjivmetrobud v čele s Pylypem Kuzminem. Aby bylo možné určit směr první trasy, odborníci analyzovali intenzitu dopravy obyvatel Kyjeva jak na centrálních komunikacích města, tak i na ulicích vzdálených od centra. Tato analýza tvořila základ mapy toků cestujících v Kyjevě, která naznačovala, odkud a kam by měla vést trasa metra a kde přesně stavět stanice. Teprve poté byly zahájeny projektové práce.
S výstavbou podzemní dráhy se začalo v srpnu 1949, a to v úseku mezi stanicemi Dnipro a Arsenalna. Už od počátku stavbu provázely komplikace, například svérázná topografie území, propady, které odplavily podzemní vrstvy půdy, a další projektem nepředvídané potíže. Ty měly značný vliv na zpoždění harmonogramu prací.
Počátkem roku 1958 byla vyhlášena soutěž o nejlepší projekty stanic a byla vytvořena komise pro posouzení soutěžních prací. V červenci téhož roku byla zahájena výstava kolektivních projektů, kde bylo představeno 80 prací, realizovaných ve stanicích Dnipro, Arsenalna, Chreščatyk, Universytet a Vokzalna.

Rozšiřování metra v Kyjevě (animace v ukrajinštině)

### Otevření a rozvoj první linky
Dne 6. listopadu 1960 byl slavnostně otevřen úsek o délce 5,2 km. Nejstarší stanice jsou dnes součástí linky Svjatošynsko-Brovarska, která spojuje východ města se západem.
U stanice Dnipro se nacházelo provizorní depo, které bylo propojeno se stanicí metra točnou, jež se nacházela pod druhým nástupištěm stanice. Souprava se na točně otočila a následně byla vyvezena nahoru do stanice. Linka byla obsluhována třívozovými vlaky s vozy typu D vyrobenými Mytiščinským strojírenským závodem. Soupravy byly přepravovány do depa Dnipro přes železniční stanici Darnycja.  K převozu souprav sloužily speciální tramvajové vozíky.
Další úsek linky byl otevřen v roce 1963. Úsek obsahoval dvě nové stanice, Politechničnyj instytut a Zavod Bilšovyk.
V roce 1965 linka překročila řeku Dněpr metromostem směrem do nových sídlišť na východě. Mezi stanicemi Livoberežna a Darnycja bylo otevřeno stálé depo Darnycja, jehož výhodou byla blízkost železniční stanice Kyjiv-Dniprovskyj. V roce 1968 následovalo další prodloužení do stanice Komsomolska.
V roce 1969 metro převzalo nové soupravy typu E, které nahradily soupravy typu D odeslané do Petrohradu. Metro obsluhovaly soupravy typu E a Ež.
V roce 1971 se trať prodloužila směrem na západ, úsek obsahoval tři nové stanice, Žovtneva, Nyvky a Svjatošyno.
Dne 5. prosince 1979 byla otevřena nejvýchodnější stanice metra Pionerska.

### Druhá linka
V roce 1971 se začala budovat také druhá, severojižní linka, známá pod názvem Kurenivsko-Červonoarmijska (dnes Obolonsko-Teremkivska). Původní název „Kurenivsko-Červonoarmijska“ neodrážel skutečnou trasu, ale původní projekt linky. V polovině 60. let stavební plány počítaly s výstavbou linky do čtvrti Kurenivka, která se nacházela v okolí dnešní stanice metra Tarasa Ševčenka. Kvůli plánům výstavby sídliště Oboloň bylo rozhodnuto vést metro na toto sídliště.
Nový úsek mezi stanicemi Kalininova plošča, Poštova plošča a Červona plošča byl hloubený, tudíž bylo zbouráno mnoho historických budov v Podilu. Během výstavby stanice Červona plošča v létě 1972 bylo objeveno sídlo z dob Kyjevské Rusi. Kvůli archeologickému průzkumu se výstavba úseku výrazně zpomalila.
První úsek druhé linky byl otevřen 17. prosince 1976.

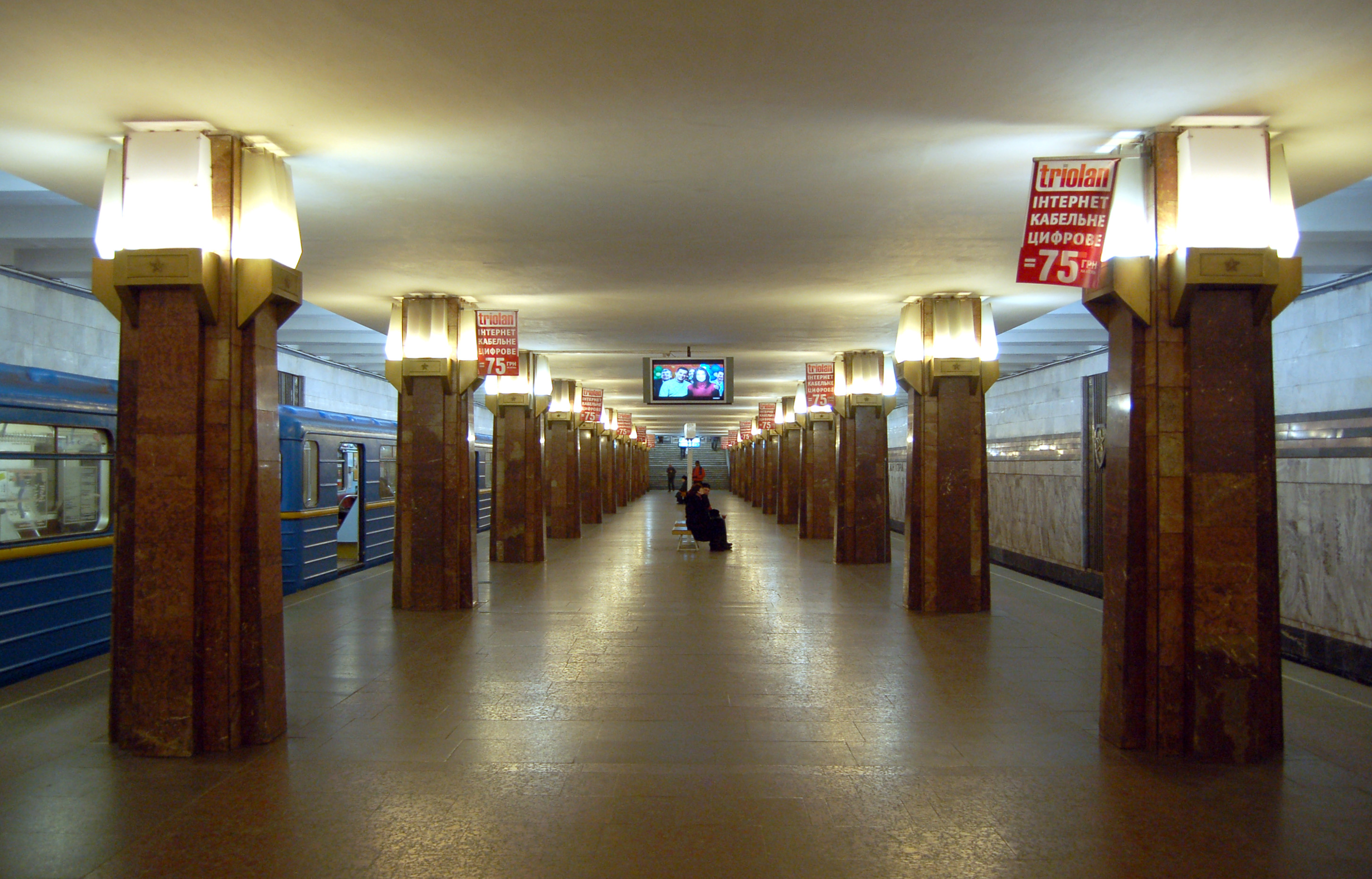
Stanice Herojiv Dnipra byla otevřena v roce 1982

Dne 19. prosince 1980 bylo otevřeno prodloužení směrem na sever, úsek obsahoval tři nové stanice, Tarasa Ševčenka, Petrivka a Prospekt Kornyjčuka. V roce 1982 bylo otevřeno další prodloužení na sever do stanic Minska a Herojiv Dnipra. V letech 1981 a 1984 proběhlo také prodloužení jihozápadním směrem do stanic Plošča Lva Tolstoho, Respublykanskyj stadion, Červonoarmijska a Dzeržynska. Poté se výstavba na jihozápad zastavila z důvodu obtížného průchodu pod řekou Lybiď.
Na severu se otevřelo nové depo Oboloň, které již disponovalo novějšími soupravami typu 81-71. Před otevřením depa se soupravy na druhou linku dostávaly přes manipulační spojku z první linky.

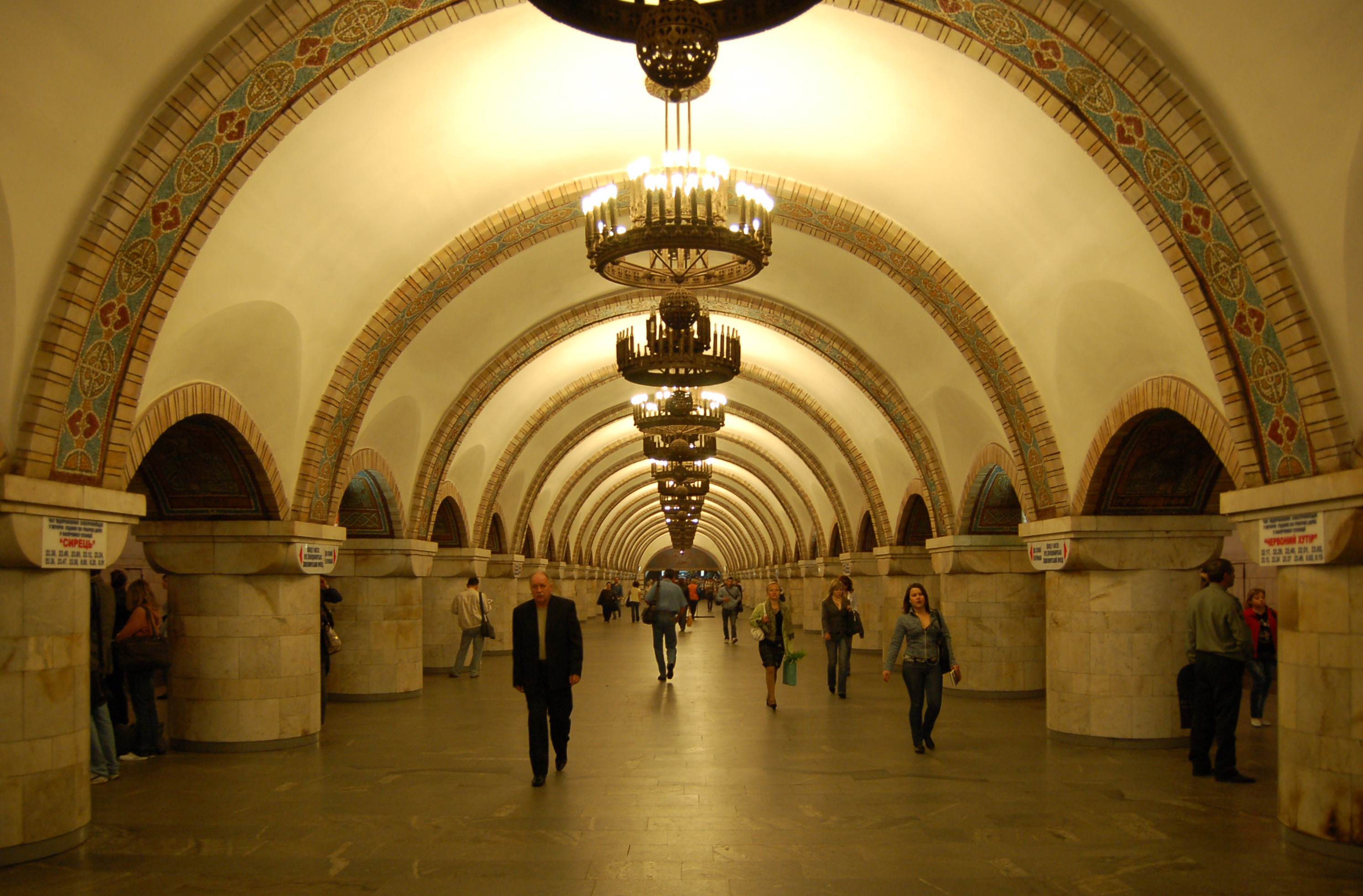
Stanice Zoloti vorota byla jako jedna z mála stylyzována do ukrajinské kultury

### Třetí linka
Stávající dvě linky doplnila na konci 80. let ještě třetí, Syrecko-Pečerska. Stavební práce na prvním úseku započaly v roce 1981, první tři stanice byly dokončeny po osmi letech. Byly to stanice Zoloti Vorota, Palac Sportu a Mečnikova. Kvůli výstavbě stanice Zoloti Vorota musela být postavena i nová přestupní stanice na první lince, a to stanice Leninova, otevřená v roce 1987, jež se po otevření linky stala přestupní. Tyto stanice byly také poslední otevřené v rámci začlenění Ukrajiny do Sovětského svazu.
I přes rozpad Sovětského svazu a vyhlášení nezávislosti Ukrajiny, pokračovaly práce na výstavbě rychlým tempem. Pět dní po vyhlášení nezávislosti, 30. prosince 1991, se otevřel úsek se dvěma stanicemi, Družby narodiv a Vydubyči. Již v roce 1992 byl otevřen úsek, který překonával Dněpr přes Pivděnnyj most, a zahrnoval dvě nové stanice, Slavutyč a Osokorky.
Stanice Pečerska a Telyčka nebyly při otevírání úseků, na kterých se nachází, dokončeny. Zatímco stanice Pečerska byla nakonec otevřena v roce 1997, práce na Telyčce se zastavily a stanicí se projíždí.
V roce 1994 byly uvedeny do provozu stanice Pozňaky a Charkivska. V roce 1996 se otevřela stanice Lukjanivska, jež rozšířila linku na sever. Mezi stanicemi Lukjanivska a Zoloti Vorota se nachází další nedokončená stanice, a to Lvivska Brama. Stanice nebyla dokončena z důvodu chybějící komplexní rekonstrukce Lvovského náměstí a nedostatku financí. Od té doby byly práce na ní zastaveny.

### Po rozpadu Sovětského svazu
Na podzim 2000 byla zahájena stavba úseku na první lince mezi stanicemi Žytomyrska a Akademmistečko. Dne 24. května 2003 byl úsek zprovozněn, jedná se zatím o poslední rozšíření na nejstarší lince. V témže roce také do depa Darnycja dorazily nové soupravy metra 81-717.5M/714.5M.
Dne 3. března 2000 byla na třetí lince otevřena stanice Dorohožyči a v roce 2004 stanice Syrec. Dne 23. srpna 2005 byla trasa prodloužena na východě do stanice Boryspilska.

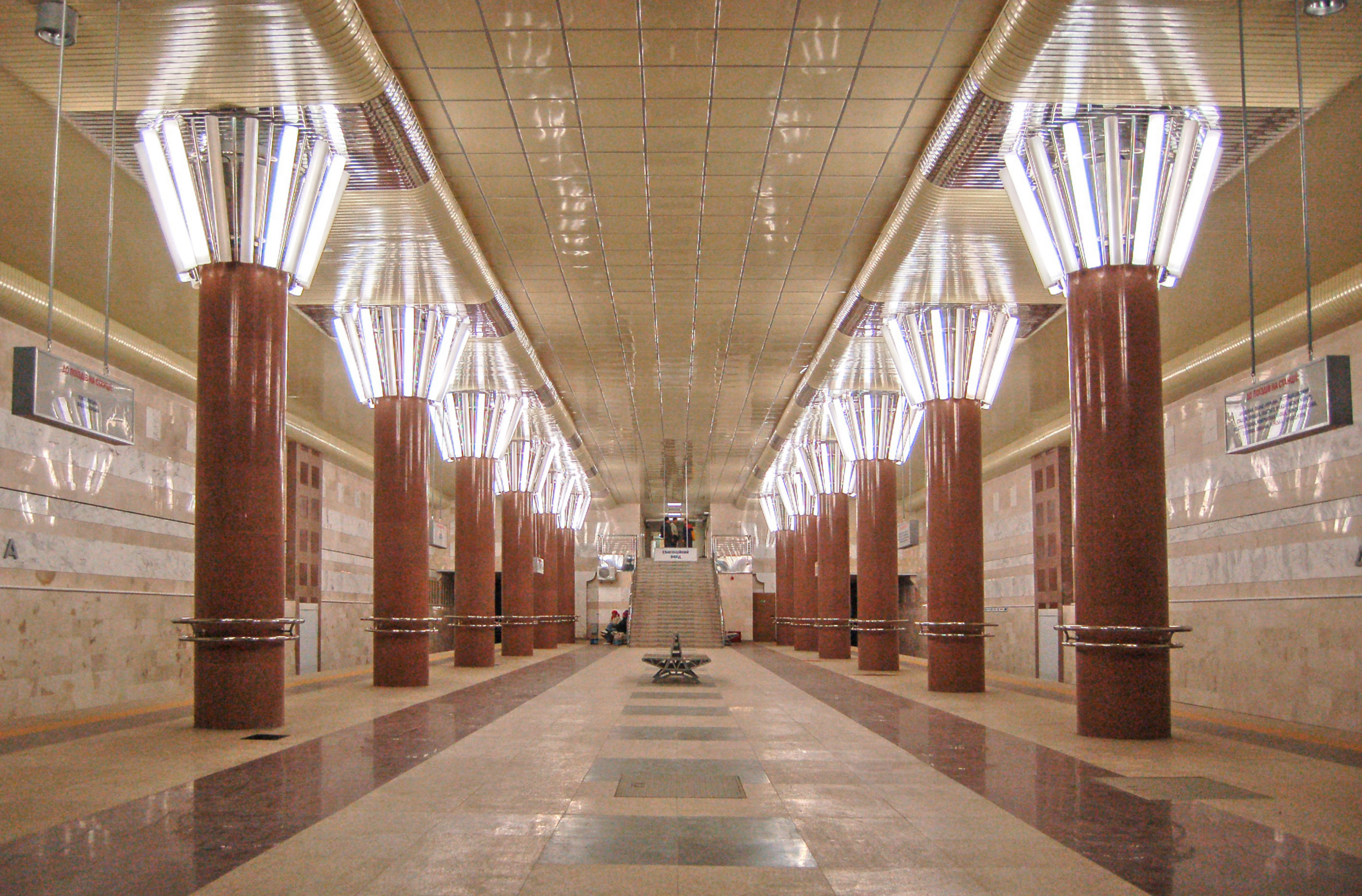
Stanice Demijivska otevřena v roce 2010

Dne 4. března 2007 byla mezi stanicemi Charkivska a Boryspilska otevřena stanice Vyrlycja. V témže roce začala rekonstrukce stanice Darnycja.
Dne 23. srpna 2007 bylo otevřeno třetí depo Charkivske a 23. května 2008 byla otevřena stanice Červonyj chutir, která se nachází nedaleko depa.
Dne 5. listopadu 2010 se na druhé lince otevřely tři nové stanice, Demijivska, Holosijivska a Vasylkivska. V roce 2011 byla otevřena 50. stanice kyjevského metra, a to Vystavkovyj centr. Dne 25. října 2012 byla otevřena stanice Ipodrom. V novém úseku měly být otevřeny dvě stanice, ale stanice Teremky se otevřela až o rok později.

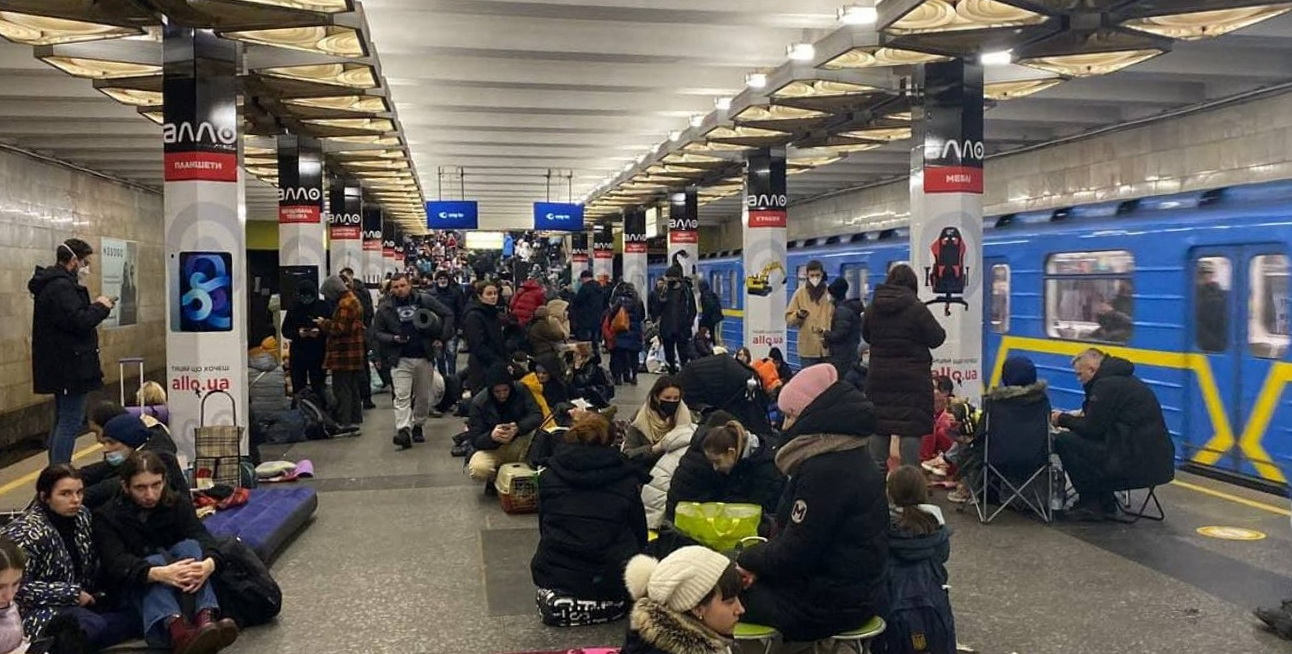
Lidé ve stanici Oboloň přebývající v metru 26. února během Ruské invaze na Ukrajinu

V roce 2014 byl na několik dní provoz metra v souvislosti s Euromajdanem přerušen. Oficiálním zdůvodněním bylo „riziko teroristické akce“. Provoz byl postupně omezován, nejprve byly uzavřeny centrální úseky pod historickým jádrem města a poté celá síť metra. Během pandemie koronaviru zůstalo metro zavřené déle než dva měsíce; od 5. dubna bylo metro znovu otevřeno, ale pouze pro cestující se speciálními jízdenkami.
V roce 2022, po ruské invazi na Ukrajinu, slouží metro obyvatelům města jako úkryt před bombardováním. Stanice metra jsou kvůli možnému bombardování a jejich použití jako úkrytu před ním otevřeny 24 hodin denně. Dne 24. února metro svůj provoz úplně zastavilo; později byla upravena jízdní doba metra od 8:00 do 19:00 hodin. Od 26. února byly obnoveny úseky Šuljavska-Universytet, Syrec-Vydubyči (s výjimkou stanic Zoloti vorota, Palac sportu a Klovska), Slavutyč-Červonyj chutir a celá druhá linka (s výjimkou přestupních stanic). Až 4. dubna byl obnoven provoz přes Pivděnnyj most a 21. dubna byl obnoven provoz první linky na levém břehu Dněpru.
Dne 8. prosince 2023 v mezistaničním úseku mezi stanicemi Lybidska a Demijivska, byly kolejnice zaplavené vodou s pískem. O den později byly také zaplaveny vodou kolejnice v mezistaničním úseku mezi stanicemi Počajna a Tarasa Ševčenka. V mezistaničním úseku nedaleko stanice Počajna nebylo při opravách tunelu potřeba zastavit provoz, ale v mezistaničním úseku stanic Lybidska a Demijivska byl přerušen provoz až po konečnou stanici Teremky. Od stanice Lybidska až do stanice Demijivska byla zprovozněna náhradní autobusová doprava a metro ze od stanice Teremky končilo ve stanici Demijivska.
Dle Kyjevského oddělení dopravních staveb byla příčina zaplavení tunelu mezi stanicemi Lybidska a Demijivska konstrukční chyba z dob výstavby tunelu. Úsek pod říčkou Lybiď je nasycený vodou a tunely za stanicí Lybidska byly sice vystavěny v 70. a 80. letech 20. století, ale kvůli nedostatku financí a změně priorit na novou Syrecko-Pečerskou linku byla výstavba tunelů zastavena pouze pár metrů za stanicí. Dostavba tunelů pokračovala až v roce 2005 a během pěti let stavby se pod úsekem dvakrát sesunula půda a jednou se rozbil razící štít.
Rekonstrukce tunelů byla dokončena v září 2024 a provoz v mezistaničním úseku byl znovu zprovozněn 11. září 2024.

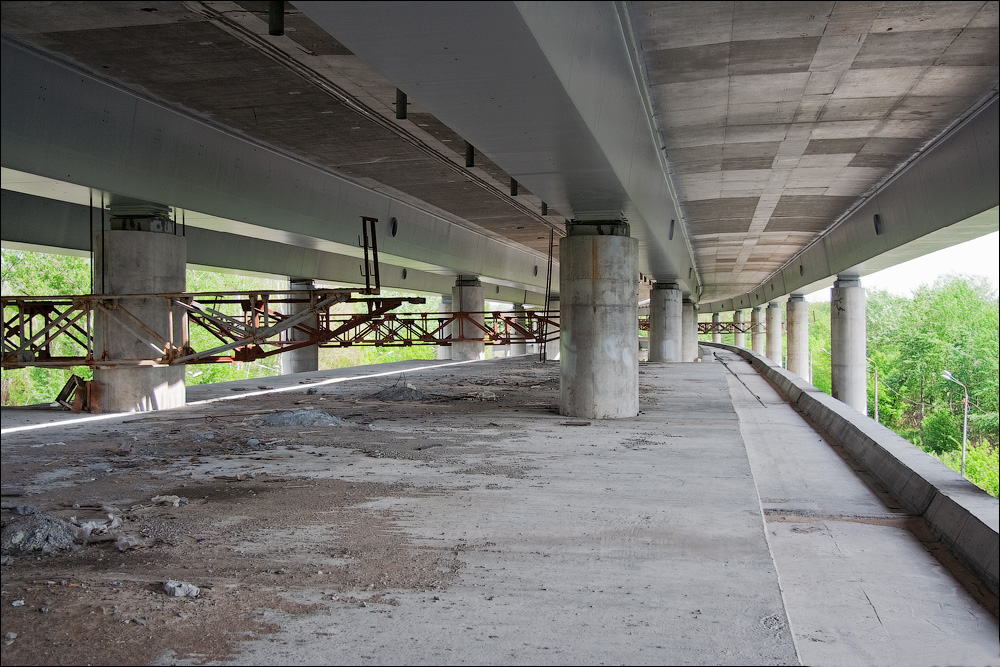
Rozestavěná stanice Truchaniv ostriv na Podilsko-Vyhurivské lince

### Výhledy do budoucnosti
V budoucnosti se počítá s vybudováním dalších linek: Podilsko-Vyhurivska (č. 4), Livoberežna (č. 5) a Vyšhorodsko-Darnycka (č. 6). Jejich otevření není stále jisté. Linka č. 4 má být otevřena po roce 2027. Linka č. 5 čeká na stavební povolení stavby.
Svjatošynsko-Brovarska linka by se měla dále rozrůst do stanice Novobilyči spolu s novým depem. Také je v plánu výstavba druhého vestibulu ve stanici Vokzalna. V dubnu 2023 Kyjevská městská rada zřídila pracovní skupinu, která má vypracovat možné varianty dopravního spojení ze stanice Lisova k památníku v Bykivni. Uvažuje se zejména o zřízení autobusové linky a o pokračování výstavby metra a tramvajové trati tímto směrem.
Obolonsko-Teremkivska se má rozšířit o dva úseky. První je prodloužením do stanice Odeska spolu s depem Holosijivske. Druhé rozšíření má vést od stanice Ipodrom do stanic Avtovokzal Teremky a Vulycja Krejsera Avrova.
Syrecko-Pečerska linka by se měla také rozšířit, nejdříve otevřením nové sekce trati do stanic Mostycka a Varšavska. Za stanicí Mostycka vznikne větev, jež rozšíří linku do stanic Vynohradar a Maršala Hrečka spolu s depem Vynohradar. Otevření úseku se plánuje na rok 2025, ale dokud nebude otevřena stanice Mostycka, tak nebude otevřen ani úsek do stanice Maršala Hrečka. Provozovatel dráhy také plánuje otevření stanice Lvivska brama, v roce 2022 vypsal tendr na dostavbu stanice.

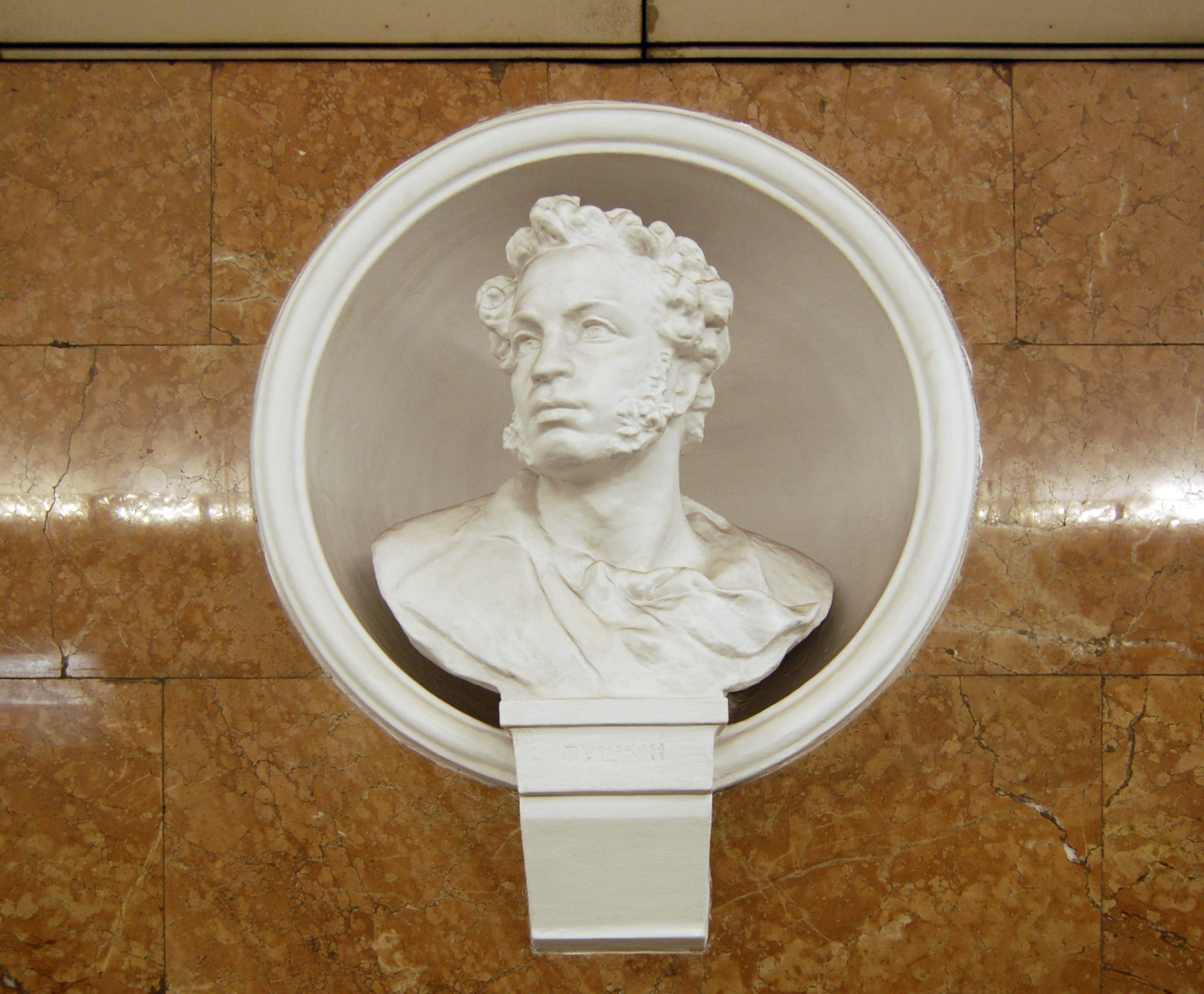
Busta Alexandra Sergejeviče Puškina ve stanici Universytet vyzdobena ve stylu socialistického realismu

## Architektura
První etapa metra, která se začala budovat v roce 1949, se měla stát jedním ze symbolů vítězství a triumfu Sovětského svazu ve druhé světové válce. Etapa byla navržena ve stylu socialistického realismu, jejíž výzdoba se od otevření v roce 1960 na většině stanic nezachovala. Nejlépe se zachovala stanice Universytet, kde byla, kvůli ideologickým změnám na počátku 90. let, demontována pouze mramorová busta Lenina. Stanice první linky si zachovávají původní architektonické prvky, mezi něž patří bronzová svítidla, dekorativní větrací mřížky a mozaikové podlahy. Druhá linka se stala památníkem hospodářství, proto zde dominují zjednodušené architektonické postupy trojlodních stanic a použití odolných materiálů. Navzdory tomu každá z stanic obsahuje své jedinečné architektonické prvky, například stanice Minska, jejíž klenbu zdobí fresková polychromovaná malba. Třetí linka má jako hlavní kritérium užitečnost a estetiku. Navzdory tomu každá z stanic obsahuje své jedinečné architektonické prvky, například stanice Zoloti vorota, kterou zdobí mnoho mozaik, či stanice Zvirynecka, jejíž cihlově zděné pilíře jsou typické pro staré ruské chrámy.
Celková kompozice stanic metra byla v centru města řešena zabudováním výstupů metra do starých budov či nadzemních vestibulů. Dále od centra se pak objevují výstupy podél ulic. Na vstupy do stanic dále navazují vestibuly, jež umožňují i drobné obchody. Od počátku byl kladen důraz na to, aby vestibuly byly esteticky vyvážené. Plní totiž nejen funkci přístupovou, ale v řadě případů se uplatňují i jako podchody (Slavutyč, Lybidska, Berestejska). 

## Vozový park

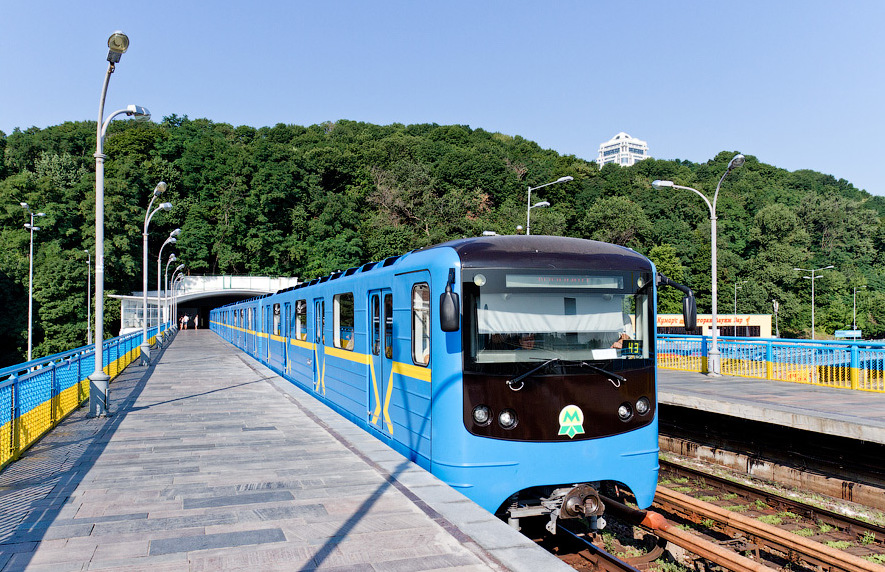
Souprava metra E-KM ve stanici Dnipro

Celkový vozový park metra k roku 2023 je 829 vozů, z toho 792 vozů je v aktivním režimu. Celá síť je obsluhována třemi depy s názvy Darnycja, Charkivske a Oboloň.

### Typy souprav
Linka Svjatošynsko-Brovarska používá nejstarší vozy v celé síti, a to vozy typu E a varianty Ež a Em. Od roku 2019 linka převzala renovované vozy japonské výroby E-KM. Linky Obolonsko-Teremkivska a Syrecko-Pečerska používají modernější soupravy série 81-71 (modifikace 81-70, 81-71.5M a Slavutyč).
Po návštěvě Varšavy kyjevským starostou Vitalijem Kličkem, se varšavské metro rozhodlo darovat 60 starých vozů ze série 81-71. Některé soupravy zůstaly v původním varšavském nátěru a symbolizují spolupráci Ukrajiny a Polska. Kyjevské metro zaplatilo za přepravu vozů 160 milionů hřiven.
Kyjevské metro má i speciální pracovní vozidla. Jedná se o vozidla pro údržbu a opravy kolejí, přepravu zboží, mytí tunelů a jiných staveb, odstraňování sněhu na volných plochách a další nezbytné práce. Metro má také jednu muzejní soupravu typu D, která byla součástí zkušebního provozu v roce 1960.

### Modernizace souprav
V 90. letech 20. století byla prioritou metra výstavba nových úseků kyjevského metra, nikoli modernizace staré infrastruktury. To se změnilo v roce 2001, kdy zastaralé soupravy sovětského původu typu E a 81-71 postupně nahradily modernizované vlaky – na jejich úpravách se podílela Škoda Transportation a ZREPS (opravny vozů metra, specializující se hlavně na moskevské metro). Nakonec však byla pořízena pouze jedna prototypová souprava. Nejnovější vlaky, zařazené pod sérií 81-70, pochází z Krjukovského závodu (Kremenčucký rajón) a jedná se o historicky první vyrobené soupravy metra na Ukrajině. Na prvních vagonech se začalo pracovat již v roce 2003. Od roku 2010 se do dep dodávaly nové modernizované soupravy.

### Délka souprav
Vozy jsou spojeny do souprav, ty mohou být až pětivozové, protože stanice jsou stavěny pouze pro pětivozové soupravy. Dnipro je jediná stanice, která dokáže pojmout šestivozové soupravy, nástupiště stanice měří 124 metrů. Do budoucna se počítá na linkách Podilsko-Vyhurivska a Livoberežna provoz šestivozových souprav.

## Odbavovací systém

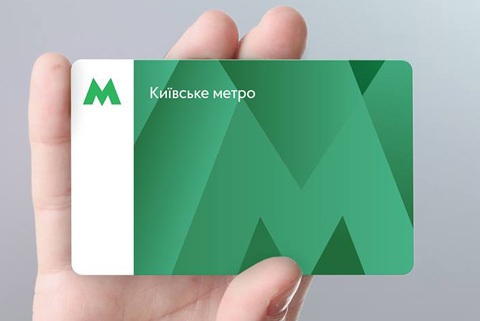
Oficiální předplacená karta kyjevského metra od roku 2015 fungující na bázi RFID čipu

V kyjevském metru se používají turnikety pro vstup i výstup ze stanice. Cestující otevírá turniket pomocí předplacené nebo platební karty, či jízdenky s QR kódem. Jízdné je 8 hřiven a dá se koupit buď u turniketu (tzv. žluté turnikety), či u automatu ve vestibulu. Průchod turniketem je povolen, když indikátor svítí zeleně; rám otočného turniketu se otáčí ručně. 

### Ceny jízdného
Při spuštění metra jízdné stálo 50 kopějek, ale po reformě rublu v roce 1961 se cena snížila na 5 kopějek. Tato cena zůstala až do rozpadu Sovětského svazu. Po nezávislosti zasáhla Ukrajinu hyperinflace, kdy cena jízdného vzrostla až na 20 000 karbovanců. Po zavedení ukrajinských kopějek v roce 1996 se cena změnila na 20 kopějek. Poté se cena stále zvyšovala; v roce 2000 jízdné stálo 50 kopějek, v roce 2015 stálo 4 hřivny a v roce 2018 již 8 hřiven.

## Provoz
Metro jezdí od 6 hodin ráno až do půlnoci. Stanice jsou navrženy na provoz s pětivozovými soupravami, které jsou nasazovány na všechny tři linky. Maximální provozní rychlost v tunelech je 80 km/h, metro dosahuje průměrné rychlosti 42 km/h.
Intervaly mezi všemi třemi linkami ve špičce jsou přibližně dvě minuty (od 7.00 až do 10.00 a od 17.00 až do 20.00), mimo špičky a víkendech a svátcích jezdí každých 3–6 minut.

## Infrastruktura

### Depa
Kyjevské metro má tři depa:
- Darnycja, otevřené v roce 1965 a sloužící pro Svjatošynsko-Brovarskou linku,
- Oboloň, otevřené v roce 1988 a sloužící pro Obolonsko-Teremkivskou linku
- Charkivske, otevřené v roce 2007 a sloužící pro Syrecko-Pečerskou linku.[59]

Do roku 2025 přibude depo Vynohradiv na Syrecko-Pečerské lince a depo Novobilyči na Svjatošynsko-Brovarské lince.

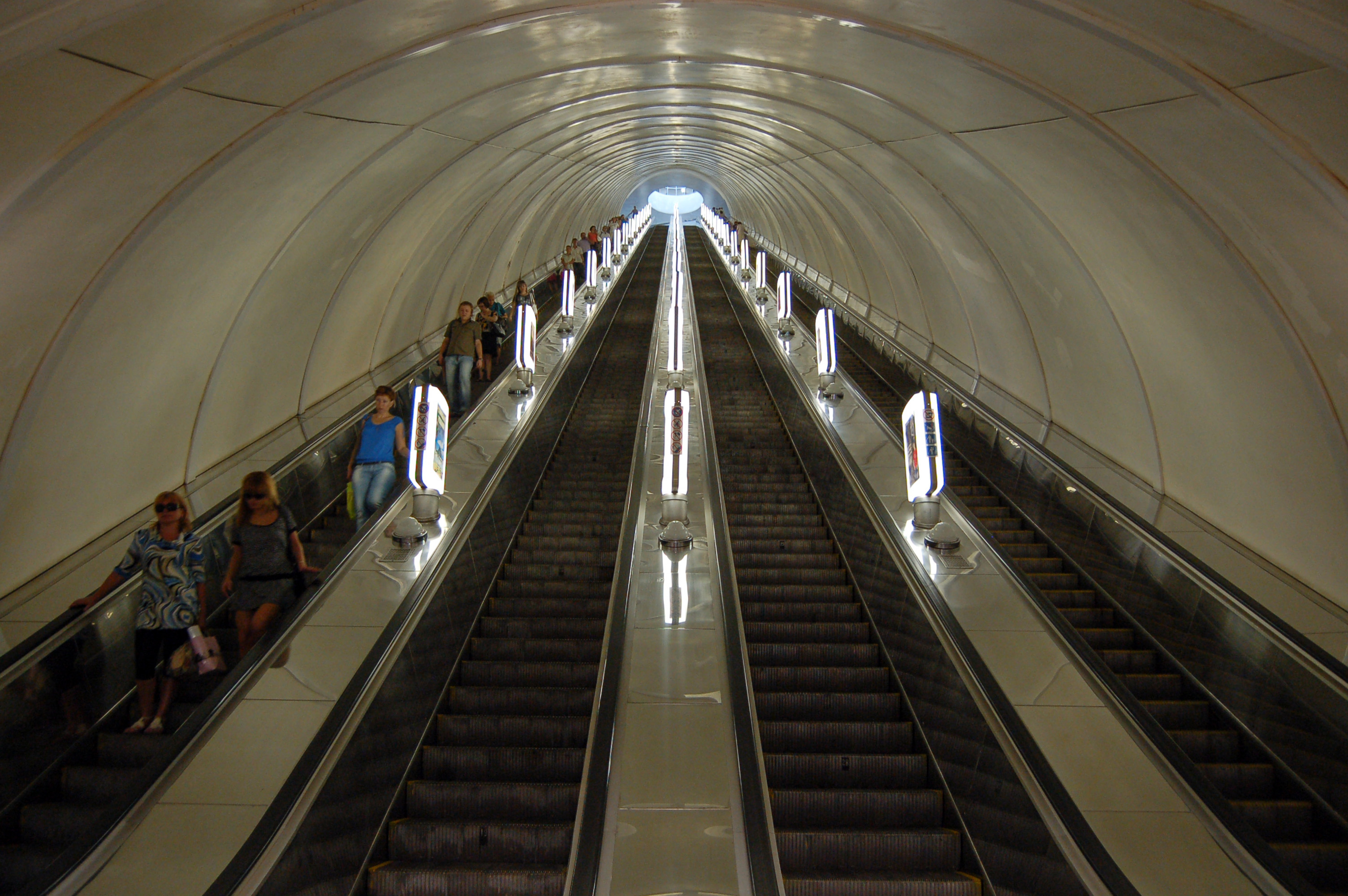
Stanice Syrec s novými eskalátory ukrajinské výroby

### Eskalátory a výtahy
Eskalátory jsou základním zařízením metra, nezbytným pro fungování zejména hluboko založených stanic. V kyjevském metru se nachází 122 eskalátorů. V podzemní dráze existují různé typy pohyblivých schodů.
U úseků metra budovaných za doby socialismu byly použity delší, hlubinné schody sovětské výroby (ze staniční střední lodi do vestibulu u hluboko založených ražených stanic na všech linkách). Od roku 2004 se začaly instalovat nové eskalátory ukrajinské výroby, které se nacházejí ve stanicích Syrec, Lisova a Darnycja.
Nejdelší eskalátory kyjevského metra (102,4 m) jsou ve stanici Arsenalna, která je zároveň druhou nejhlubší stanicí na světě.
Od roku 2005 byla věnována pozornost bezbariérovému přístupu do stanic. K roku 2020 je pouze 13 z 53 stanic metra bezbariérových a celkově metro má 56 výtahů.

### Pokrytí signálem
Dne 5. března 2020 operátoři Kyjivstar, Vodafone a Lifecell začali poskytovat služby 4G ve stanici metra Akademmistečko a v tunelu ke stanici Žytomyrska. Od 3. července 2020 byl internet rozšířen do dalších osmi stanic kyjevského metra a do tunelů mezi nimi. Jednalo se o stanice Žytomyrska, Svjatošyn, Herojiv Dnipra, Minska, Oboloň, Syrec, Dorohožyči a Lukjanivska. Od prosince 2020 je připojení 4G dostupné ve všech stanicích metra.

## Jazyk

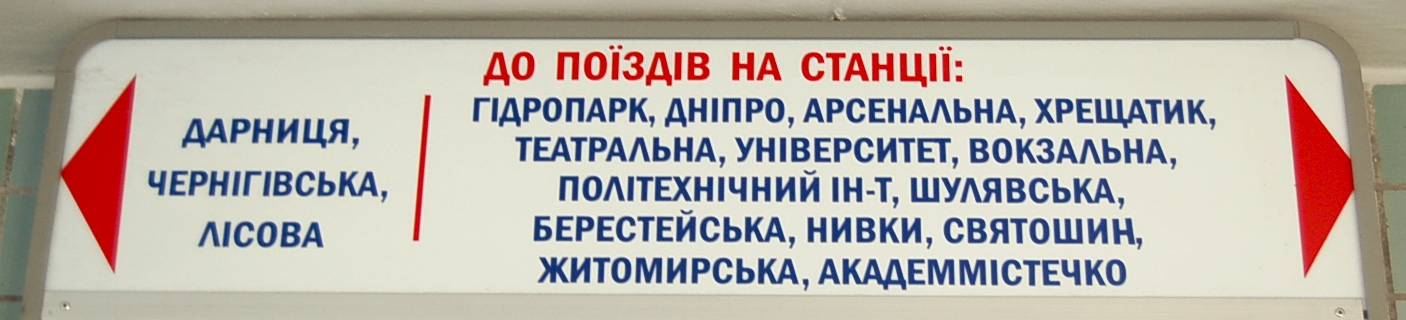
Ukrajinština je dnes dominantní v kyjevském metru

V Sovětském svazu bylo běžné, že na území převážně neruských oblastí byla právě ruština preferována jako sjednocovací jazyk. Jinak tomu bylo v Kyjevě. Většina dokumentace k metru byla sice vyhotovena v ruštině, provoz metra však z pohledu cestujícího po svém otevření fungoval plně v ukrajinštině. K ukrajinským názvům vznikly i alternativní ruské názvy, mezi oběma variantami se plynule přecházelo.
V 80. letech pak začala rusifikace, během níž docházelo k postupnému nahrazování ukrajinských názvů a hlášení ruskými. Tento proces se však zastavil v dobách perestrojky, kdy byly zavedeny dvojjazyčné názvy i hlášení. Po rozpadu Sovětského svazu byla dokonce ruština zcela vytlačena.
V roce 2012 se objevily názvy přepsané do latinky a od května 2012 je hlášení dvojjazyčné v ukrajinštině a angličtině.

### Přejmenovávání stanic
Metro bylo budováno během Sovětského svazu, v té době se přejmenovala pouze jedna stanice, Majdan Nezaležnosti. Její původní název byl Plošča Kalinina a kvůli šedesátiletému výročí říjnové revoluce se náměstí i stanice metra přejmenovalo na Plošča Žovtnevoji revoluciji. Krátce před rozpadem se 15. října 1990 přejmenovaly stanice Kontraktova plošča a Oboloň.
Po nezávislosti Ukrajiny se v 90. letech začaly přejmenovávat stanice metra, které měly něco společného s komunismem. Dne 26. srpna 1991 byla první přejmenovanou stanicí Majdan Nezaležnosti. Později se přejmenovalo dalších devět stanic:
| Dřívější název                 | Dnešní název                  |
| ------------------------------ | ----------------------------- |
| Žovtneva (říjen)               | Berestejska (Brest)           |
| Dzeržynska (Felix Dzeržinskij) | Lybidska (Lybiď)              |
| Červonoarmijska (Rudá armáda)  | Palac Ukrajina                |
| Mečnykova (Ilja Mečnikov)      | Klovska (čtvrť)               |
| Pionerska (Pionýr)             | Lisova (čtvrť)                |
| (Zavod) Bilšovyk (Bolševici)   | Šuljavska (čtvrť)             |
| Leninska (Vladimir Lenin)      | Teatralna (Národní divadlo)   |
| Komsomolska (Komsomol)         | Černihivska (Černihiv)        |
| Lvivska (Lvov)                 | Lvivska brama (Lvovská brána) |

V roce 2011 se přejmenovala stanice Olimpijska (dříve Respublikanskyj Stadion) a v roce 2018 stanice Počajna (dříve Petrivka).
V roce 2022 dostala rada Kyjeva návrh na přejmenování pěti stanic, jejichž názvy jsou spojeny s Ruskem. Internetového hlasování se zúčastnilo přes 170 tisíc uživatelů, kteří vybrali pro stanice názvy Bučanska (Berestejska), Botanična (Družby narodiv), Herojiv Ukrajiny (Herojiv Dnipra), Varšavska (Minska) a Vasyla Stusa (Plošča Lva Tolstoho). Rada návrh odmítla se zdůvodněním, že hlasování bylo nestandardní a nevyjádřili se v něm specialisté na toponyma. V roce 2023 místostarosta Kyjeva potvrdil přejmenování stanic Plošča Lva Tolstoho na Plošča Ukrajinskych herojiv a Družby narodiv na Zvirynecka.

## Problémy metra
Zatímco v zemích západní Evropy je hlavním problémem vandalismus a graffiti, v Kyjevě jsou to spíše bezdomovci a alkoholici, kteří se objevují ve stanicích a způsobují zde znečištění. Monitorování kamerovým systémem bylo zavedeno teprve až ze strachu z možných teroristických útoků.

## Tok cestujících
| Rok  | Přepraveno  |
| ---- | ----------- |
| 1995 | 285 102 400 |
| 1996 | 268 199 200 |
| 1997 | 262 646 300 |
| 1998 | 404 034 700 |
| 1999 | 479 104 800 |
| 2000 | 505 544 600 |
| 2001 | 544 271 800 |
| 2002 | 572 511 000 |

| Rok  | Přepraveno  |
| ---- | ----------- |
| 2003 | 597 815 000 |
| 2004 | 558 623 900 |
| 2005 | 584 851 900 |
| 2006 | 612 349 200 |
| 2007 | 641 794 900 |
| 2008 | 663 900 000 |
| 2009 | 502 900 000 |
| 2010 | 504 300 000 |

| Rok  | Přepraveno  |
| ---- | ----------- |
| 2011 | 519 000     |
| 2012 | 556 700 000 |
| 2013 | 536 177 000 |
| 2014 | 503 922 800 |
| 2015 | 485 685 800 |
| 2016 | 484 583 300 |
| 2017 | 498 465 900 |
| 2018 | 496 071 800 |

| Rok  | Přepraveno  |
| ---- | ----------- |
| 2019 | 495 300 000 |
| 2020 | 279 484 000 |
| 2021 | 319 300 000 |
| 2022 | 162 000     |
| 2023 | 232 562 000 |